# Viktor Gorbatko
Viktor Vassilievitch Gorbatko (en russe : Виктор Васильевич Горбатко) est un cosmonaute soviétique, né le 3 décembre 1934 et mort le 17 mai 2017.
Il fait partie du tout premier groupe de cosmonautes soviétiques, sélectionnés en mars 1960.

## Vols réalisés
- 12 octobre 1969 : il est le second pilote du vol Soyouz 7. Il revient sur Terre le 17 octobre 1969.
- 7 février 1977 : commandant du vol Soyouz 24, il séjourne 17 jours à bord de Saliout 5. Il revient sur Terre le 25 février 1977.
- 23 juillet 1980 : commandant du vol Soyouz 37, il séjourne 7 jours à bord de Saliout 6, en tant que membre de l'expédition Saliout 6 EP-7. Il revient sur Terre le 11 octobre 1980 à bord de Soyouz 36.

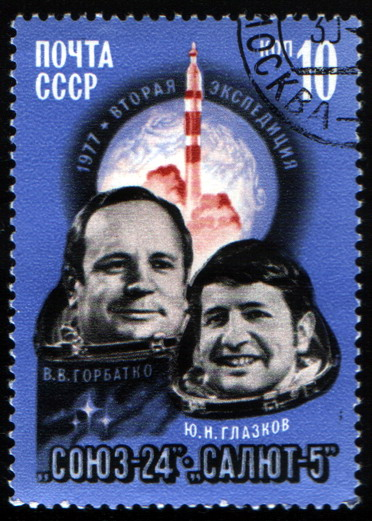
Timbre postal soviétique représentant Viktor Gorbatko (à gauche) et Iouri Glazkov (à droite) émis en 1977

## Viktor Gorbatko raconte...
« J’ai dû effectuer l’amarrage à Saliout 5 dans le noir, manuellement et sans instruments. J’étais très tendu et je crois même que j’ai cessé un moment de respirer. C’est seulement après que la station a été verrouillée mécaniquement que j’ai enfin repris mon souffle, si profondément qu’il s’est entendu jusque sur Terre, dans le centre de contrôle. »

[réf. nécessaire]